# Cap Barne

L'île de Ross. Le cap Barne est à l'ouest de l'île.

Le cap Barne est un cap rocheux de l'île de Ross, en Antarctique. Atteignant 120 m de hauteur, il se situe entre le cap Royds et le cap Evans dans le détroit de McMurdo. Il fut baptisé d'après Michael Barne, membre de l'expédition Discovery (1901-1904).